# Quercus gracilenta
Quercus gracilenta är en bokväxtart som beskrevs av Woon Young Chun. Quercus gracilenta ingår i släktet ekar, och familjen bokväxter. Inga underarter finns listade.